# Hasan Doğan
Hasan Doğan (15 de marzo de 1956-Bodrum, 5 de julio de 2008) fue un dirigente deportivo turco, 37.º presidente de la federación Turca de Fútbol del 14 de febrero de 2008 hasta su muerte el 5 de julio de 2008. Murió de un ataque cardíaco en Bodrum, una popular localidad turística del suroeste de la Costa Turquesa, donde estaba de vacaciones.
Durante su presidencia, la selección turca clasificó a las semifinales de la Eurocopa 2008, celebrado en Austria y Suiza. La temporada 2015–16 de la Superliga de Turquía fue nombrada en su honor.

## Personal
Estaba casado con Aysel Doğan, quien lo acompañó a la Eurocopa de 2008. Tuvo dos hijos, Zeynep y Selim.